# Gomfoteri
El gomfoteri (Gomphotherium) és un tipus de proboscidi extint. Aquest gènere inclou diverses espècies que visqueren entre el Miocè inferior i el Pliocè inferior. El gomfoteri mesurava uns tres metres d'alçada a l'espatlla i era similar en molts aspectes als elefants actuals. Aquest proboscidi tenia quatre ullals: dos al maxil·lar superior i dos al seu allargat maxil·lar inferior. Probablement feia servir els ullals per desarrelar plantes.
El gomfoteri es desenvolupà al Miocè inferior a Nord-amèrica i després s'estengué al Vell Món. S'han trobat fòssils d'aquest gènere a Alemanya, Àustria, França, Kansas (Estats Units), el Pakistan, Namíbia i Kenya.